# Liste der Monuments historiques in Ruffey-lès-Beaune
Die Liste der Monuments historiques in Ruffey-lès-Beaune führt die Monuments historiques in der französischen Gemeinde Ruffey-lès-Beaune auf.

## Liste der Immobilien
| Bezeichnung     | Beschreibung | Standort                  | Kennzeichnung | Schutzstatus | Datum | Bild           |
| --------------- | --- | ------------------------- | ------------- | ------------ | ----- | -------------- |
| Kirche St-Léger | im Kern aus dem 12. Jahrhundert, 1461/62 vergrößert, 1899 restauriert durch Charles Suisse, Xavier Schanosky und Ernest Porcherot | Ruelle de l’Eglise (Lage) | PA00135224    | Inscrit      | 1995  | weitere Bilder |

## Liste der Objekte
| Bezeichnung                              | Beschreibung                               | Standort                      | Kennzeichnung | Schutzstatus | Datum | Bild |
| ---------------------------------------- | ------------------------------------------ | ----------------------------- | ------------- | ------------ | ----- | ---- |
| Gemälde Martyrium des heiligen Leodegar  | Ölfarbe auf Holz, bezeichnet 1462          | in der Kirche St-Léger (Lage) | PM21001926    | Classé       | 1901  |      |
| Reliquienbüste des heiligen Leodegar     | Holz, farbig gefasst, 16. Jahrhundert      | in der Kirche St-Léger (Lage) | PM21001927    | Classé       | 1908  |      |
| Reliquienbüste des heiligen Bartholomäus | Holz, farbig gefasst, 16. Jahrhundert      | in der Kirche St-Léger (Lage) | PM21001928    | Classé       | 1908  |      |
| Relief Flucht nach Ägypten               | Kalkstein, 16. Jahrhundert                 | in der Kirche St-Léger (Lage) | PM21001929    | Classé       | 1908  |      |
| Armreliquiar                             | Holz, farbig gefasst, 15. Jahrhundert      | in der Kirche St-Léger (Lage) | PM21001932    | Classé       | 1914  |      |
| Skulptur Heiliger Leodegar               | Kalkstein, farbig gefasst, 16. Jahrhundert | in der Kirche St-Léger (Lage) | PM21001933    | Classé       | 1914  |      |
| Uhrwerk mit Gehäuse                      | Metall, Holz, bezeichnet 1880              | in der Kirche St-Léger (Lage) | PM21005176    | Inscrit      | 2018  |      |
| Gedenkstein an die Kirchweihe            | Kalkstein, bezeichnet 1462                 | in der Kirche St-Léger (Lage) | PM21001930    | Classé       | 1914  |      |
| Gedenkstein an eine Messstiftung         | Kalkstein, 15. Jahrhundert                 | in der Kirche St-Léger (Lage) | PM21001931    | Classé       | 1914  |      |
| Expositionsnische                        | Holz, vergoldet, 18. Jahrhundert           | in der Kirche St-Léger (Lage) | PM21004123    | Inscrit      | 1994  |      |